# Nati il 9 novembre
| Questa pagina contiene informazioni ricavate automaticamente dalle voci biografiche con l'ausilio del template Bio e di un bot. L'aggiornamento è periodico e automatico e ricostruisce completamente la pagina. Se manca una persona in questa lista, sei pregato di non aggiungerla, ma accertati piuttosto che la sua voce biografica contenga il template Bio e che i dati anagrafici siano correttamente compilati. Se il template Bio manca, inseriscilo tu stesso o, in alternativa, metti l'avviso {{tmp\|Bio}} che ne segnala la mancanza. Se i dati riportati sono sbagliati, correggi direttamente la voce biografica; le modifiche saranno visibili in questa lista entro pochi giorni. Per chiarimenti vedi il progetto biografie. La lista contiene solo le 1.073 persone che sono citate nell'enciclopedia e per le quali è stato implementato correttamente il template Bio. Pagina aggiornata al 17 ago 2025. |

## XIV secolo(3)
- 1376 - Edmondo Mortimer, nobile inglese († 1409)
- 1383 - Niccolò III d'Este, marchese († 1441)
- 1389 - Isabella di Valois, francese († 1409)

## XV secolo(4)
- 1414 - Alberto III di Brandeburgo, militare († 1486)
- 1437 - Giovanni Lanfredini, banchiere e politico italiano († 1490)
- 1467 - Carlo di Gheldria, nobile olandese († 1538)
- 1467 - Filippina di Gheldria, nobile francese († 1547)

## XVI secolo(5)
- 1519 - Ogasawara Nagatoki, militare giapponese († 1583)
- 1522 - Martin Chemnitz, teologo e religioso tedesco († 1586)
- 1566 - Cristiano di Brunswick-Lüneburg, principe († 1633)
- 1585 - Tommaso Obicini, religioso e arabista italiano († 1632)
- 1590 - Johann Matthäus Meyfart, teologo e educatore tedesco († 1642)

## XVII secolo(17)
- 1601 - Federico Guglielmo di Teschen, duca († 1625)
- 1606 - Hermann Conring, giurista, economista e medico tedesco († 1681)
- 1608 - Tiberio Fiorilli, attore teatrale italiano († 1694)
- 1643 - Christina Anna Skytte, svedese († 1677)
- 1646 - John Egerton, III conte di Bridgewater, militare britannico († 1701)
- 1653 - Jean-Baptiste Belin, pittore francese († 1715)
- 1654 - Louis Boullogne II, pittore, incisore e disegnatore francese († 1733)
- 1657 - Lord Thomas Howard, nobile inglese († 1689)
- 1669 - Friedrich Christian Seifert von Edelsheim, politico, scrittore e poeta tedesco († 1721)
- 1675 - Niccolò Maria Lercari, cardinale e arcivescovo cattolico italiano († 1757)
- 1676 - Eustachio Palma, vescovo cattolico italiano († 1754)
- 1683 - Ludovico Lante Montefeltro della Rovere, III duca di Bomarzo, nobile italiano († 1727)
- 1691 - Anton Francesco Gori, italiano († 1757)
- 1692 - Alberto Pezzi, imprenditore italiano († 1764)
- 1693 - Enrichetta Carlotta di Nassau-Idstein, nobildonna tedesca († 1734)
- 1697 - August Aleksander Czartoryski, principe polacco († 1782)
- 1699 - Stefano Pozzi, pittore italiano († 1768)

## XVIII secolo(31)
- 1707 - František Xaver Klobušický, arcivescovo cattolico slovacco († 1760)
- 1707 - Louis de Pardaillan de Gondrin, nobile francese († 1743)
- 1709 - Zaccaria Seriman, scrittore, poeta e librettista italiano († 1784)
- 1717 - Federico II di Meclemburgo-Schwerin, duca († 1785)
- 1719 - Domenico Lorenzo Ponziani, giurista, scacchista e presbitero italiano († 1796)
- 1721 - Mark Akenside, poeta e medico inglese († 1770)
- 1723 - Anna Amalia di Prussia, principessa, compositrice e badessa prussiana († 1787)
- 1728 - Fernando Spinelli, cardinale italiano († 1795)
- 1730 - Charles De Wailly, architetto francese († 1798)
- 1731 - Benjamin Banneker, scienziato statunitense († 1806)
- 1732 - Jeanne Julie Éléonore de Lespinasse, scrittrice francese († 1776)
- 1734 - Giuseppe Bertieri, arcivescovo cattolico italiano († 1804)
- 1735 - Carlo Guglielmo di Nassau-Usingen, principe tedesco († 1803)
- 1741 - Alessandro Verri, scrittore italiano († 1816)
- 1744 - Ferdinand von Hompesch zu Bolheim, tedesco († 1805)
- 1745 - Johann Michael Bach, compositore tedesco († 1820)
- 1746 - Bernardo della Torre, teologo, patriota e vescovo cattolico italiano († 1820)
- 1758 - Ekaterina Ivanovna Olsuf'eva, nobildonna russa († 1809)
- 1759 - Richard Watson Dickson, medico e agronomo britannico († 1824)
- 1773 - Nikolaj Nikitič Demidov, politico e filantropo russo († 1828)
- 1773 - Thomasine Gyllembourg, scrittrice danese († 1856)
- 1781 - Claude-Philibert Barthelot de Rambuteau, funzionario francese († 1869)
- 1786 - Pietro Bigaglia, vetraio italiano († 1876)
- 1787 - Johann Natterer, naturalista e esploratore austriaco († 1843)
- 1789 - Thomas Ignatius Maria Forster, astronomo, naturalista e medico britannico († 1860)
- 1789 - Giuseppe Frezzolini, basso italiano († 1861)
- 1794 - Pietro Ayres, pittore italiano († 1878)
- 1794 - Cesare Agostino Sajeva, vescovo cattolico italiano († 1867)
- 1795 - Josiah Tattnall III, militare statunitense († 1871)
- 1799 - Gustavo di Vasa, principe svedese († 1877)
- 1799 - Luigi Sanvitale, politico e filantropo italiano († 1876)

## XIX secolo(171)
- 1801 - Adolphe Charles de Cauvigny, generale francese († 1889)
- 1802 - Marianna Bacinetti, filosofa italiana († 1870)
- 1804 - Charles Marie Napoléon de Beaufort d'Hautpoul, militare francese († 1890)
- 1805 - Harriot Kezia Hunt, medico, docente e attivista statunitense († 1875)
- 1805 - Karl Gustav Mitscherlich, farmacologo tedesco († 1871)
- 1806 - Oreste Biancoli, politico italiano († 1866)
- 1809 - Giovanni Battista Cuneo, giornalista, politico e patriota italiano († 1875)
- 1809 - Enrico Serpieri, patriota, politico e imprenditore italiano († 1872)
- 1810 - Friedrich Heinrich Bidder, fisiologo e anatomista tedesco († 1894)
- 1810 - Bernhard von Langenbeck, chirurgo tedesco († 1887)
- 1811 - Carlo Brandani, fantino italiano († 1888)
- 1812 - Charles Duclerc, politico francese († 1888)
- 1812 - Jean-Barthélemy Hauréau, storico, filologo e politico francese († 1896)
- 1812 - Gabriele Rosa, patriota e scrittore italiano († 1897)
- 1813 - Ludwig von Urlichs, archeologo e filologo classico tedesco († 1889)
- 1817 - Edward Canby, generale statunitense († 1873)
- 1817 - Carlo Mezzacapo, generale e patriota italiano († 1905)
- 1818 - Erastus Snow, presbitero statunitense († 1888)
- 1818 - Giuseppe Salvatore Pianell, generale e politico italiano († 1892)
- 1818 - Ivan Sergeevič Turgenev, scrittore e drammaturgo russo († 1883)
- 1819 - Annibale de Gasparis, astronomo, matematico e politico italiano († 1892)
- 1824 - Arthur Hay, militare e ornitologo scozzese († 1878)
- 1825 - Antonio Brancuti, patriota italiano († 1895)
- 1825 - Bartolomeo Casalis, prefetto, avvocato e politico italiano († 1903)
- 1825 - Ambrose Powell Hill, militare statunitense († 1865)
- 1827 - Charles Wolf, astronomo francese († 1918)
- 1828 - Dragan Cankov, politico bulgaro († 1911)
- 1828 - Friedrich Adolph Sorge, rivoluzionario tedesco († 1906)
- 1829 - Peter Stark Lumsden, militare britannico († 1918)
- 1829 - Hugo Karl Anton Pernice, ginecologo tedesco († 1901)
- 1830 - Braccio Bracci, poeta, drammaturgo e giornalista italiano († 1904)
- 1830 - Ernesto Leopoldo di Leiningen, nobile tedesco († 1904)
- 1832 - Malachia De Cristoforis, patriota, medico e politico italiano († 1915)
- 1832 - Émile Gaboriau, scrittore francese († 1873)
- 1832 - Placido Gabrielli, banchiere e politico italiano († 1911)
- 1838 - Frederick Stibbert, collezionista d'arte e imprenditore inglese († 1906)
- 1839 - Tadeusz Korzon, storico polacco († 1918)
- 1839 - Paule Mink, attivista francese († 1901)
- 1840 - Roberto d'Orléans, principe e militare francese († 1910)
- 1841 - Edoardo VII del Regno Unito, re britannico († 1910)
- 1842 - Giuseppe Basso, fisico e matematico italiano († 1895)
- 1842 - Edwin Johnson, storico inglese († 1901)
- 1844 - Johannes Baptiste Olaf Fallize, vescovo cattolico e politico lussemburghese († 1933)
- 1845 - Thomas Humphry Ward, scrittore e giornalista britannico († 1926)
- 1846 - Pedro Vasena, imprenditore italiano († 1916)
- 1847 - Leopoldo Pieroni, flautista e compositore italiano († 1919)
- 1849 - Anna Pavlovna Pribylëva-Korba, rivoluzionaria russa († 1939)
- 1850 - Louis Lewin, farmacologo tedesco († 1929)
- 1851 - Enrico Chiaradia, scultore italiano († 1901)
- 1852 - Silvia Pisacane, politica italiana († 1887)
- 1853 - José Bermudo Mateos, pittore spagnolo († 1920)
- 1853 - Gabriel Hanotaux, politico, storico e diplomatico francese († 1944)
- 1853 - Emidio Martini, grecista, filologo classico e bibliotecario italiano († 1940)
- 1853 - Stanford White, architetto statunitense († 1906)
- 1855 - Alexandros Zaimīs, politico greco († 1936)
- 1856 - Andrej Avgustovič Ėbergard, ammiraglio russo († 1919)
- 1856 - Salomon Frankfurter, archeologo e pedagogo austriaco († 1941)
- 1856 - Pasquale Libertini, imprenditore e politico italiano († 1940)
- 1857 - Carlo Castelbarco Albani, politico italiano († 1907)
- 1858 - James Rennell Rodd, diplomatico, politico e poeta britannico († 1941)
- 1862 - Alfonso Carinci, arcivescovo cattolico italiano († 1963)
- 1862 - Gigo Gabashvili, pittore georgiano († 1936)
- 1863 - Hans Wödl, alpinista, imprenditore e scrittore austriaco († 1937)
- 1864 - Edoardo Bosio, imprenditore, canottiere e calciatore italiano († 1927)
- 1864 - Maurizio Sacchi, scienziato e esploratore italiano († 1897)
- 1864 - Paul Sérusier, pittore francese († 1927)
- 1865 - Lionel Dunsterville, militare britannico († 1946)
- 1865 - Minnie Marx, manager tedesca († 1929)
- 1866 - Cesare Biscarra, scultore e pittore italiano († 1943)
- 1866 - Robert Thach, golfista statunitense († 1924)
- 1866 - Cyrille Verbrugge, schermidore belga († 1929)
- 1867 - Samuel Richard Davies, calciatore inglese († 1907)
- 1868 - Pietro Calchi Novati, vescovo cattolico italiano († 1952)
- 1868 - Marie Dressler, attrice canadese († 1934)
- 1868 - Bernard Edmunds, golfista statunitense († 1930)
- 1868 - William Horwood, generale e poliziotto britannico († 1943)
- 1869 - Arturo Zardini, compositore italiano († 1923)
- 1870 - Magnus Enckell, pittore finlandese († 1925)
- 1871 - Florence Rena Sabin, medico statunitense († 1953)
- 1872 - Pierre Scheuer, presbitero e filosofo belga († 1957)
- 1872 - Burton Egbert Stevenson, scrittore statunitense († 1962)
- 1872 - Marian Thayer, socialite statunitense († 1944)
- 1873 - Alessandro Bocconi, avvocato e politico italiano († 1960)
- 1873 - Tadeusz Miciński, scrittore, poeta e drammaturgo polacco († 1918)
- 1873 - Fritz Thyssen, imprenditore tedesco († 1951)
- 1874 - Cyril Deverell, generale britannico († 1947)
- 1874 - Julio Romero de Torres, pittore spagnolo († 1930)
- 1875 - Rudolf von Sebottendorff, ingegnere, agente segreto e esoterista tedesco († 1945)
- 1876 - Charles LeGeyt Fortescue, ingegnere canadese († 1936)
- 1876 - Hideyo Noguchi, medico e batteriologo giapponese († 1928)
- 1877 - Enrico De Nicola, politico e avvocato italiano († 1959)
- 1877 - Forrest Halsey, sceneggiatore statunitense († 1949)
- 1877 - Muhammad Iqbal, poeta, filosofo e politico pakistano († 1938)
- 1877 - Abelardo Olivier, schermidore italiano († 1951)
- 1878 - Ahn Chang-ho, politico e attivista coreano († 1938)
- 1878 - Walter Drumheller, velocista e mezzofondista statunitense († 1958)
- 1878 - Alberto Nin Frías, scrittore uruguaiano († 1937)
- 1878 - Álvaro de Castro, politico portoghese († 1928)
- 1879 - Jenő Bory, scultore e architetto ungherese († 1959)
- 1879 - Vincenzo Lante, politico italiano († 1956)
- 1879 - Gaetano Paternò di Manchi di Bilici, nobile e diplomatico italiano († 1949)
- 1880 - Giles Gilbert Scott, architetto e designer inglese († 1960)
- 1880 - Rudolf Karel, compositore e direttore d'orchestra ceco († 1945)
- 1880 - George Strange, canottiere canadese († 1961)
- 1882 - Stephen Gaselee, diplomatico, scrittore e bibliotecario britannico († 1943)
- 1882 - Takenoshin Nakai, botanico giapponese († 1952)
- 1883 - Charles Demuth, pittore statunitense († 1935)
- 1883 - Edna May Oliver, attrice statunitense († 1942)
- 1884 - Adriano Bernareggi, arcivescovo cattolico italiano († 1953)
- 1884 - Noel Godfrey Chavasse, militare e medico britannico († 1917)
- 1884 - Raffaele De Giuli, vescovo cattolico italiano († 1963)
- 1885 - Velimir Chlebnikov, poeta russo († 1922)
- 1885 - Julius Ebbinghaus, filosofo tedesco († 1981)
- 1885 - Giannino Ferrari dalle Spade, giurista italiano († 1943)
- 1885 - Theodor Kaluza, matematico e fisico tedesco († 1954)
- 1885 - Aureliano Pertile, tenore italiano († 1952)
- 1885 - Matvej Ivanovič Skobelev, rivoluzionario e politico russo († 1938)
- 1885 - Hermann Weyl, matematico, fisico e filosofo tedesco († 1955)
- 1886 - Riccardo Francalancia, pittore italiano († 1965)
- 1886 - Edward Lindberg, velocista statunitense († 1978)
- 1886 - Fritz Schulz, calciatore tedesco († 1918)
- 1886 - Ed Wynn, attore, doppiatore e cabarettista statunitense († 1966)
- 1887 - Gertrude Astor, attrice statunitense († 1977)
- 1887 - Euday L. Bowman, pianista e compositore statunitense († 1949)
- 1888 - Emilio Artom, matematico italiano († 1952)
- 1888 - Ennio Avanzini, avvocato e politico italiano († 1962)
- 1888 - Jean Monnet, politico francese († 1979)
- 1888 - Ernst Wide, mezzofondista svedese († 1950)
- 1889 - Charles Crahay, schermidore belga
- 1889 - Axel Dyrberg, calciatore danese († 1971)
- 1889 - Umberto Malchiodi, arcivescovo cattolico italiano († 1974)
- 1889 - Frank McDonald, regista statunitense († 1980)
- 1889 - Snub Pollard, attore australiano († 1962)
- 1890 - Luigi Annoni, ciclista su strada italiano († 1974)
- 1890 - Grigorij Ivanovič Kulik, generale e politico sovietico († 1950)
- 1890 - Ragnar Skancke, politico norvegese († 1948)
- 1891 - Karl Loewenstein, filosofo e politologo tedesco († 1973)
- 1891 - Arturo Marpicati, scrittore e politico italiano († 1961)
- 1891 - Ennio Neri, compositore e poeta italiano († 1985)
- 1892 - Erich Auerbach, filologo tedesco († 1957)
- 1892 - Emmett J. Flynn, regista statunitense († 1937)
- 1892 - Victor Hugo Green, scrittore e editore statunitense († 1960)
- 1892 - John Miljan, attore statunitense († 1960)
- 1892 - Mabel Normand, attrice, sceneggiatrice e regista statunitense († 1930)
- 1892 - Alberto Poltronieri, violinista italiano († 1983)
- 1893 - Liam Lynch, militare e patriota irlandese († 1923)
- 1893 - Geoffrey Pyke, inventore e educatore britannico († 1948)
- 1894 - Dietrich von Choltitz, generale tedesco († 1966)
- 1894 - Mae Marsh, attrice statunitense († 1968)
- 1894 - Giuseppe Santoro, generale e aviatore italiano († 1975)
- 1895 - Anthony Carfano, mafioso italiano († 1959)
- 1896 - Marcel Katz, calciatore svizzero († 1975)
- 1896 - Pasquarosa, pittrice italiana († 1973)
- 1896 - Gabriele Pepe, militare italiano († 1941)
- 1896 - Hellmut von der Chevallerie, generale tedesco († 1965)
- 1897 - Ronald Norrish, chimico inglese († 1978)
- 1897 - Harry Nuttall, calciatore inglese
- 1897 - Jacques Tréfouël, chimico e farmacologo francese († 1977)
- 1897 - Joaquin Vázquez, calciatore spagnolo († 1965)
- 1898 - Owen Barfield, filosofo, scrittore e poeta britannico († 1997)
- 1898 - Leonard Carmichael, psicologo statunitense († 1973)
- 1898 - Cesare Merzagora, politico e dirigente d'azienda italiano († 1991)
- 1898 - Mario Pezzi, generale italiano († 1968)
- 1899 - Mezz Mezzrow, clarinettista, sassofonista e direttore d'orchestra statunitense († 1972)
- 1899 - Mario Nerbini, editore italiano († 1987)
- 1899 - Nicolas Rashevsky, matematico russo († 1972)
- 1899 - Winifred Westover, attrice statunitense († 1978)
- 1900 - Aldo Castelli, artista italiano († 1965)
- 1900 - Eugenio Da Venezia, pittore italiano († 1992)
- 1900 - Enrico Gianeri, giornalista e disegnatore italiano († 1984)
- 1900 - Bluma Zeigarnik, psicologa e psichiatra lituana († 1988)

## XX secolo(823)
- 1901 - Gloria Hope, attrice statunitense († 1976)
- 1901 - Marvel Rea, attrice statunitense († 1937)
- 1901 - Muggsy Spanier, trombettista statunitense († 1967)
- 1902 - Anthony Asquith, regista e sceneggiatore britannico († 1968)
- 1902 - Paul la Cour, drammaturgo danese († 1956)
- 1903 - Jacques Dumesnil, attore francese († 1998)
- 1903 - Léon-Étienne Duval, cardinale e arcivescovo cattolico francese († 1996)
- 1903 - Ildefons Pauler, religioso austriaco († 1996)
- 1903 - Josefina Plá, scrittrice, poetessa e ceramista spagnola († 1999)
- 1904 - Viktor Brack, criminale di guerra tedesco († 1948)
- 1904 - Pierre Daudet, storico francese († 1945)
- 1904 - William A. Horning, scenografo statunitense († 1959)
- 1905 - Abraham Adrian Albert, matematico statunitense († 1972)
- 1905 - Réginald-André-Paulin-Edmond Jacq, vescovo cattolico e missionario francese († 2001)
- 1905 - Erika Mann, saggista, scrittrice e antifascista tedesca († 1969)
- 1906 - Lea Mrázová, pittrice e traduttrice slovacca († 1995)
- 1906 - Gordon Northcott, assassino seriale canadese († 1930)
- 1906 - Belisario Randone, sceneggiatore e regista italiano († 1998)
- 1906 - Arthur Rudolph, ingegnere meccanico tedesco († 1996)
- 1907 - Carla Badiali, pittrice italiana († 1992)
- 1907 - Eugen Deutsch, sollevatore tedesco († 1945)
- 1907 - Manlio Gelsomini, velocista, militare e partigiano italiano († 1944)
- 1907 - Lodovico Menicucci, militare italiano († 1936)
- 1907 - Kō Takamoro, calciatore giapponese († 1995)
- 1907 - Samuel Paul Welles, paleontologo statunitense († 1997)
- 1907 - Luigi Ferdinando di Prussia, nobile tedesco († 1994)
- 1909 - Romano Bilenchi, scrittore e giornalista italiano († 1989)
- 1909 - André Clot, storico e scrittore francese († 2002)
- 1909 - Robert Douglas, attore e regista britannico († 1999)
- 1909 - Luigi Faggioni, ammiraglio italiano († 1991)
- 1909 - Pio Gramigna, calciatore e allenatore di calcio italiano
- 1909 - Arturo Maffei, lunghista e calciatore italiano († 2006)
- 1909 - Leni Oslob, schermitrice tedesca († 1949)
- 1909 - Massimo Pallottino, archeologo italiano († 1995)
- 1909 - Egidio Scansetti, calciatore italiano († 2004)
- 1909 - Kay Thompson, scrittrice, cantautrice e ballerina statunitense († 1998)
- 1910 - Giuseppe Bonfiglioli, arcivescovo cattolico italiano († 1992)
- 1910 - Aldo Di Loreto, partigiano e medico italiano († 1943)
- 1910 - Irving Klaw, fotografo e regista statunitense († 1966)
- 1910 - Antonino Repaci, magistrato e scrittore italiano († 2005)
- 1910 - Eugenia Sacerdote de Lustig, medica italiana († 2011)
- 1911 - Bruno Amadio, pittore italiano († 1981)
- 1911 - Bruno Colorio, pittore, disegnatore e incisore italiano († 1997)
- 1911 - Vittorio Colò, multiplista e allenatore di atletica leggera italiano († 2012)
- 1911 - Giovanni Ferro, antifascista, scrittore e storico italiano († 2008)
- 1911 - Kaj Franck, designer finlandese († 1989)
- 1911 - András Kun, presbitero ungherese († 1945)
- 1911 - Clara Marchetto, attivista italiana († 1982)
- 1912 - Silvio Mazzoli, calciatore italiano († 1984)
- 1912 - Mario Toffanin, partigiano italiano († 1999)
- 1913 - Carlo Girometta, allenatore di calcio e calciatore italiano († 1989)
- 1913 - Sepp Kerschbaumer, terrorista italiano († 1964)
- 1913 - Aurelio Pozzi, militare e aviatore italiano († 1938)
- 1913 - Jiří Zástěra, calciatore cecoslovacco († 1983)
- 1914 - Alan Caillou, attore e sceneggiatore inglese († 2006)
- 1914 - Basil Davidson, storico e africanista britannico († 2010)
- 1914 - Colin Falkland Gray, militare e aviatore neozelandese († 1995)
- 1914 - Hedy Lamarr, attrice e inventrice austriaca († 2000)
- 1914 - Zivia Lubetkin, antifascista e scrittrice polacca († 1976)
- 1914 - Gianni Puccini, regista, sceneggiatore e critico cinematografico italiano († 1968)
- 1915 - Luigi Barriello, militare italiano († 1941)
- 1915 - Hanka Bielicka, attrice, cabarettista e cantante polacca († 2006)
- 1915 - Piet Dumortier, calciatore olandese († 1945)
- 1915 - Carl Fallberg, fumettista statunitense († 1996)
- 1915 - André François, fumettista francese († 2005)
- 1915 - Denis Eugene Hurley, arcivescovo cattolico sudafricano († 2004)
- 1915 - Aleda Lutz, infermiera statunitense († 1944)
- 1915 - Martti Salminen, cestista finlandese († 1970)
- 1915 - Sargent Shriver, diplomatico, politico e attivista statunitense († 2011)
- 1916 - Thelma Lee, attrice e cantante statunitense († 2012)
- 1916 - Howard Levi, matematico statunitense († 2002)
- 1916 - Vittorio Stagni, schermidore italiano († 1987)
- 1917 - Armando Brancia, attore italiano († 1997)
- 1917 - Italo D'Amico, ufficiale e aviatore italiano († 1943)
- 1917 - Théo-Léo De Smet, pallanuotista belga
- 1917 - Vince Gironda, attore e culturista statunitense († 1997)
- 1917 - Willy Simons, pallanuotista belga († 2009)
- 1918 - Spiro Agnew, politico statunitense († 1996)
- 1918 - Florence Chadwick, nuotatrice statunitense († 1995)
- 1918 - Choi Hong-hi, artista marziale sudcoreano († 2002)
- 1918 - Thomas Ferebee, militare statunitense († 2000)
- 1919 - Olena Apanovyč, storica ucraina († 2000)
- 1919 - Nicola Maldacea Jr., attore italiano († 1958)
- 1919 - Eva Todor, danzatrice e attrice ungherese († 2017)
- 1919 - Arie de Vroet, allenatore di calcio e calciatore olandese († 1999)
- 1920 - Ferruccio Brandi, generale italiano († 2014)
- 1920 - Guy Butteux, ciclista su strada francese († 2014)
- 1920 - Giuseppe Corti, calciatore italiano
- 1920 - Byron De La Beckwith, criminale statunitense († 2001)
- 1920 - Gino Patroni, giornalista e scrittore italiano († 1992)
- 1920 - Italo Picini, pittore italiano († 2016)
- 1920 - Thomas Albert Sebeok, semiologo ungherese († 2001)
- 1920 - Alenush Terian, astronoma e fisica iraniana († 2011)
- 1921 - Pierette Alarie, soprano canadese († 2011)
- 1921 - Umberto Baldini, storico dell'arte italiano († 2006)
- 1921 - Viktor Čukarin, ginnasta sovietico († 1984)
- 1921 - Stan Drake, fumettista statunitense († 1997)
- 1921 - Horst Faber, pattinatore artistico su ghiaccio tedesco († 2022)
- 1921 - Thomas O. Paine, ingegnere statunitense († 1992)
- 1922 - Jusuf Alibali, giornalista e politico albanese († 2003)
- 1922 - Pietro Barucci, architetto e urbanista italiano († 2023)
- 1922 - Maja Bošković-Stulli, antropologa e storica croata († 2012)
- 1922 - Aldo Corasaniti, giurista italiano († 2011)
- 1922 - Dorothy Dandridge, attrice e cantante statunitense († 1965)
- 1922 - Henri Hollanders, cestista belga († 1995)
- 1922 - Imre Lakatos, filosofo ungherese († 1974)
- 1922 - Giovan Battista Martini, calciatore italiano († 1986)
- 1922 - Augusto Vargas Alzamora, cardinale e arcivescovo cattolico peruviano († 2000)
- 1923 - Renato Angiolini, compositore e pianista italiano († 1985)
- 1923 - Maurizio Barendson, giornalista e conduttore televisivo italiano († 1978)
- 1923 - Lussorio Bosu, poliziotto italiano († 1944)
- 1923 - Alice Coachman, altista statunitense († 2014)
- 1923 - Elizabeth Hawley, giornalista e scrittrice statunitense († 2018)
- 1923 - Pasquale Macchi, arcivescovo cattolico italiano († 2006)
- 1923 - Bror Mellberg, calciatore svedese († 2004)
- 1923 - Umberto Righetti, politico italiano († 2012)
- 1923 - José Rojas, cestista messicano
- 1923 - James Schuyler, poeta statunitense († 1991)
- 1924 - Robert Frank, fotografo e regista svizzero († 2019)
- 1924 - Joy Page, attrice statunitense († 2008)
- 1924 - Antonino Papalia, politico italiano († 1985)
- 1924 - Knut Steen, scultore norvegese († 2011)
- 1924 - Tony Waddington, calciatore e allenatore di calcio inglese († 1994)
- 1925 - Giovanni Coppa, cardinale e arcivescovo cattolico italiano († 2016)
- 1925 - Lazare Gianessi, calciatore francese († 2009)
- 1925 - Alistair Horne, storico, giornalista e militare britannico († 2017)
- 1925 - Lelio Lagorio, avvocato, giornalista e politico italiano († 2017)
- 1925 - Giuseppe Panini, imprenditore italiano († 1996)
- 1926 - Vicente Aranda, regista e sceneggiatore spagnolo († 2015)
- 1926 - Marta Ascoli, scrittrice e superstite dell'Olocausto italiana († 2014)
- 1926 - Martin Benrath, attore tedesco († 2000)
- 1926 - Luis Miguel Dominguín, torero spagnolo († 1996)
- 1926 - Jesús Fernández Santos, scrittore, regista e sceneggiatore spagnolo († 1988)
- 1926 - Stuart Griffing, canottiere statunitense († 2021)
- 1926 - Raymond Hains, artista e fotografo francese († 2005)
- 1926 - Hugh Leonard, drammaturgo, sceneggiatore e saggista irlandese († 2009)
- 1926 - Rafael Lesmes, calciatore spagnolo († 2012)
- 1926 - Raúl Martínez, ex schermidore argentino
- 1926 - Luigi Tallarico, critico d'arte e giornalista italiano († 2021)
- 1927 - Antonio Bellocchio, politico italiano († 2022)
- 1927 - Enzo Contegno, tiratore a segno italiano († 1984)
- 1927 - Ernesto Gutiérrez, calciatore argentino († 2006)
- 1927 - Antun Herceg, calciatore jugoslavo († 2013)
- 1927 - Olavo, calciatore brasiliano († 2004)
- 1928 - Giorgio Bernini, giurista e politico italiano († 2020)
- 1928 - Anne Sexton, scrittrice e poetessa statunitense († 1974)
- 1928 - Giovanni Porcellana, politico italiano († 2012)
- 1928 - Werner Veigel, giornalista e conduttore televisivo tedesco († 1995)
- 1929 - Piero Cappuccilli, baritono italiano († 2005)
- 1929 - Fiorenzo Facchini, antropologo e paleontologo italiano
- 1929 - Kazimir Hnatow, calciatore francese († 2010)
- 1929 - Imre Kertész, scrittore ungherese († 2016)
- 1929 - Aleksandra Pachmutova, musicista e compositrice russa
- 1929 - André Ruffet, ciclista su strada francese († 2011)
- 1929 - Matteo Spinola, attore italiano († 2006)
- 1929 - Adriaan Verhulst, medievista belga († 2002)
- 1929 - Jurij Stepanovič Čuljukin, regista e attore sovietico († 1987)
- 1930 - José Águas, calciatore e allenatore di calcio portoghese († 2000)
- 1930 - Franco Centro, partigiano italiano († 1945)
- 1930 - Nicholas Clinch, alpinista statunitense († 2016)
- 1930 - Attilio Colonnello, pittore e scenografo italiano († 2021)
- 1930 - Ignacio Ellacuría, gesuita, filosofo e teologo spagnolo († 1989)
- 1930 - Paco Morán, attore spagnolo († 2012)
- 1930 - Ivan Moravec, pianista ceco († 2015)
- 1931 - Whitey Herzog, giocatore di baseball e allenatore di baseball statunitense († 2024)
- 1931 - Erling Linde Larsen, calciatore danese († 2017)
- 1931 - Lia Levi, scrittrice, giornalista e superstite dell'Olocausto italiana
- 1932 - Gabriel Alonso, calciatore spagnolo († 1996)
- 1932 - Leonardo Bragaglia, attore, scrittore e regista teatrale italiano († 2020)
- 1932 - Ljudvig Alekseevič Čibirov, politico georgiano
- 1932 - Luigi Ferri, superstite dell'Olocausto italiano († 2024)
- 1932 - Mario Rosario Occorsio, matematico e scrittore italiano († 2024)
- 1932 - Serge Roy, ex calciatore francese
- 1932 - Georgij Schirtladze, lottatore sovietico († 2008)
- 1932 - Frank Selvy, cestista e allenatore di pallacanestro statunitense († 2024)
- 1933 - Egil Danielsen, politico e giavellottista norvegese († 2019)
- 1933 - Lucian Pintilie, regista e sceneggiatore rumeno († 2018)
- 1933 - Louise Troy, attrice statunitense († 1994)
- 1934 - Juan Luis Buñuel, regista e sceneggiatore francese († 2017)
- 1934 - Ingvar Carlsson, politico svedese
- 1934 - Mario Castellazzi, calciatore e allenatore di calcio italiano († 2018)
- 1934 - Silvia Echagüe, cestista cilena († 1999)
- 1934 - Hamilton Green, politico guyanese
- 1934 - Ronald Harwood, sceneggiatore, scrittore e drammaturgo sudafricano († 2020)
- 1934 - Shulamit Lapid, scrittrice, drammaturga e traduttrice israeliana
- 1934 - Robert Michael Lewis, regista e produttore cinematografico statunitense
- 1934 - Carl Sagan, astronomo, divulgatore scientifico e autore di fantascienza statunitense († 1996)
- 1934 - Dominique Schnapper, sociologa e politologa francese
- 1934 - Thierry de Brunhoff, pianista francese
- 1935 - Romano Cagnoni, fotografo italiano († 2018)
- 1935 - Jimmy D'Aquisto, liutaio statunitense († 1995)
- 1935 - Bayanjavyn Damdinjav, ex biatleta e fondista mongolo
- 1935 - Bob Gibson, giocatore di baseball statunitense († 2020)
- 1935 - Liane Hielscher, attrice tedesca († 2000)
- 1935 - Bill Lansdowne, ex calciatore inglese
- 1935 - Antonio Porta, scrittore, poeta e critico letterario italiano († 1989)
- 1936 - Bruno Martinotti, direttore d'orchestra e compositore italiano († 1986)
- 1936 - Emy Eco, attrice italiana
- 1936 - Bob Graham, politico statunitense († 2024)
- 1936 - Roberto Guzmán, attore messicano († 2002)
- 1936 - Teddy Infuhr, attore statunitense († 2007)
- 1936 - Massimo Livi Bacci, politico e statistico italiano
- 1936 - Olav Smidsrød, biochimico norvegese († 2017)
- 1936 - Michail Tal', scacchista sovietico († 1992)
- 1936 - Mary Travers, cantante statunitense († 2009)
- 1937 - Augusto Basile, karateka italiano
- 1937 - Eddie Blay, pugile ghanese († 2006)
- 1937 - Gianni Brezza, ballerino, coreografo e regista italiano († 2011)
- 1937 - Gisèle Charbit, modella francese († 2021)
- 1937 - Maria Grazia Grassini, attrice italiana († 2019)
- 1937 - Giusto Lodi, calciatore e allenatore di calcio italiano († 1994)
- 1937 - Roger McGough, poeta e drammaturgo britannico
- 1937 - Luigi Sardei, calciatore italiano († 2014)
- 1938 - Yvon Chouinard, arrampicatore, alpinista e imprenditore statunitense
- 1938 - Carmelo Conte, politico italiano
- 1938 - Agostino Ferrari, pittore italiano
- 1939 - Marco Bellocchio, regista, sceneggiatore e produttore cinematografico italiano
- 1939 - Alfonso Cabeza, medico spagnolo
- 1939 - Björn Engholm, politico tedesco
- 1939 - Roberto Oltramari, calciatore italiano († 2025)
- 1939 - Renato Ronconi, ex calciatore italiano
- 1939 - Ulrich Schamoni, regista e sceneggiatore tedesco († 1998)
- 1940 - Michelangelo Alfano, imprenditore e mafioso italiano († 2005)
- 1940 - Paolo Cendon, giurista, scrittore e saggista italiano
- 1940 - Patrizia De Blanck, personaggio televisivo e socialite italiana
- 1940 - Andrea Mugione, arcivescovo cattolico italiano († 2020)
- 1940 - Nicola Palmisano, presbitero, educatore e attivista italiano († 1993)
- 1940 - Eleuterio Santos, calciatore spagnolo († 2008)
- 1940 - Sam Savage, scrittore statunitense († 2019)
- 1941 - Dave Behrman, giocatore di football americano statunitense († 2014)
- 1941 - Harald Berg, ex calciatore norvegese
- 1941 - Carlos Carvalhas, politico portoghese
- 1941 - Tom Fogerty, chitarrista statunitense († 1990)
- 1941 - Franco Purini, architetto e saggista italiano
- 1941 - Giuseppe Ricciardi, politico italiano
- 1941 - Wim Vriend, pallanuotista olandese († 2021)
- 1942 - Norma Baylon, ex tennista argentina
- 1942 - Francesco Greco, avvocato e politico italiano († 2018)
- 1942 - Richard Greene, violinista statunitense
- 1942 - Herbert Gruber, ex bobbista austriaco
- 1942 - Michele Lauria, politico e scrittore italiano
- 1942 - Helmut Stein, calciatore tedesco orientale († 2022)
- 1942 - Riccardo Valla, traduttore, saggista e scrittore di fantascienza italiano († 2013)
- 1942 - Tom Weiskopf, golfista statunitense († 2022)
- 1943 - Ermanno Fasoli, ex pugile italiano
- 1943 - Roy Jefferson, ex giocatore di football americano statunitense
- 1943 - Michael Kunze, paroliere e librettista tedesco
- 1943 - Charles Sellier, produttore televisivo, sceneggiatore e romanziere statunitense († 2011)
- 1943 - Erio Tosatti, fisico italiano
- 1944 - Herbert Wimmer, ex calciatore tedesco
- 1945 - Vittorio Adolfo, politico italiano
- 1945 - Luigi Maria Anolli, psicologo italiano († 2012)
- 1945 - Virgil Carter, ex giocatore di football americano statunitense
- 1945 - Sandy Gilchrist, ex nuotatore canadese
- 1945 - Michael Joyce, scrittore e critico letterario statunitense
- 1945 - Enrico Prato, ex calciatore italiano
- 1945 - Charles Robinson, attore statunitense († 2021)
- 1945 - Renaud Verley, attore francese
- 1946 - Atle Bilsback, ex calciatore norvegese
- 1946 - Lloyd Haft, poeta, traduttore e sinologo olandese
- 1946 - Benny Mardones, cantante e musicista statunitense († 2020)
- 1946 - Marina Warner, scrittrice e antropologa inglese
- 1946 - Riccardo Zara, cantante, musicista e compositore italiano
- 1947 - Giorgio Blasig, ex calciatore italiano
- 1947 - Peter Brown, vescovo cattolico neozelandese
- 1947 - Jean-Marie Floch, semiologo francese († 2001)
- 1947 - Sérgio Guerra, politico e economista brasiliano († 2014)
- 1947 - Robert David Hall, attore statunitense
- 1947 - Ricardo Monreal, ex cestista messicano
- 1947 - Raffaele Nigro, scrittore e giornalista italiano
- 1947 - Massimo Veltri, politico italiano
- 1948 - Bille August, regista danese
- 1948 - Joe Bouchard, bassista statunitense
- 1948 - Viktor Matvijenko, allenatore di calcio e calciatore sovietico († 2018)
- 1948 - Malcolm Milne, ex sciatore alpino australiano
- 1948 - Michel Pagliaro, chitarrista, cantante e armonicista canadese
- 1948 - Antonio Domenico Pasinato, politico italiano
- 1948 - Luiz Felipe Scolari, allenatore di calcio, ex calciatore e dirigente sportivo brasiliano
- 1948 - Sharon Stouder, nuotatrice statunitense († 2013)
- 1948 - John Wright, ex hockeista su ghiaccio canadese
- 1948 - Dimităr Zlatanov, ex pallavolista bulgaro
- 1949 - Tommy Booth, ex calciatore e allenatore di calcio britannico
- 1949 - Vassili Campatelli, politico italiano
- 1949 - Angelo Capodicasa, ex politico italiano
- 1949 - Len Renery, ex calciatore inglese
- 1949 - Paola Senatore, attrice italiana
- 1950 - Beppe Dati, musicista, paroliere e compositore italiano
- 1950 - Mel Davis, ex cestista statunitense
- 1950 - Gil Goldstein, musicista statunitense
- 1950 - Franco Ionta, magistrato italiano
- 1950 - John Richards, ex calciatore inglese
- 1950 - Johannes Schmoelling, tastierista e compositore tedesco
- 1950 - Tahani al-Gebali, magistrato egiziano († 2022)
- 1951 - Aleksandr Belov, cestista sovietico († 1978)
- 1951 - John Benfield, attore britannico († 2020)
- 1951 - Bianca Bianchini, politica italiana
- 1951 - Kristin Darnell, attrice e modella statunitense
- 1951 - Lou Ferrigno, attore e culturista statunitense.
- 1951 - Sandie Jones, cantante irlandese († 2019)
- 1951 - Peter Anthony Libasci, vescovo cattolico statunitense
- 1951 - Bill Mantlo, avvocato e fumettista statunitense
- 1951 - John H. Noseworthy, neurologo statunitense
- 1951 - Dragan Pantelić, calciatore jugoslavo († 2021)
- 1951 - Giuseppe Passuello, ciclista su strada italiano († 2020)
- 1951 - Annalisa Silvestro, infermiera e politica italiana
- 1952 - Andrea Abati, fotografo italiano
- 1952 - Sherrod Brown, politico e attivista statunitense
- 1952 - Chasan Isaev, ex lottatore bulgaro
- 1952 - John Megna, attore statunitense († 1995)
- 1952 - Jean-Jacques Razafindranazy, medico malgascio († 2020)
- 1952 - David Laurin Ricken, vescovo cattolico statunitense
- 1952 - Jack W. Szostak, biologo canadese
- 1952 - Gennadij Timčenko, imprenditore russo
- 1952 - Boaz Yanai, ex cestista israeliano
- 1953 - Luis Brignoni, ex cestista portoricano
- 1953 - Giulio Camber, politico italiano
- 1953 - Rhetta Hughes, attrice e cantante statunitense
- 1953 - Bernard Membe, politico tanzaniano († 2023)
- 1953 - József Pintér, scacchista ungherese
- 1953 - Gianni Scipione Rossi, giornalista e saggista italiano
- 1953 - Elżbieta Walkowiak, ex cestista polacca
- 1953 - Claire van Kampen, compositrice, drammaturga e regista teatrale britannica († 2025)
- 1954 - Cinzia Capano, politica italiana
- 1954 - Genaro Celayeta, calciatore spagnolo († 2008)
- 1954 - Donna Ganz, ex tennista statunitense
- 1954 - Brad Alan Lewis, ex canottiere statunitense
- 1954 - Giuseppe Marotta, dirigente d'azienda e dirigente sportivo italiano
- 1954 - Bernard Mitton, tennista sudafricano († 2017)
- 1954 - Lepa Mladjenovic, attivista jugoslava
- 1954 - Myles Patrick, ex cestista statunitense
- 1954 - Dietrich Thurau, ex ciclista su strada e pistard tedesco
- 1954 - Mauro Aparecido dos Santos, arcivescovo cattolico brasiliano († 2021)
- 1955 - Marino Filippo Arrigoni, attore e regista italiano
- 1955 - Lorenzo Becattini, politico italiano
- 1955 - Mario Benedetti, poeta italiano († 2020)
- 1955 - Karen Dotrice, attrice britannica
- 1955 - Thomas F. Duffy, attore e scenografo statunitense
- 1955 - Rosario Fernández, politica e avvocata peruviana
- 1955 - Fernando Meirelles, regista e sceneggiatore brasiliano
- 1955 - Franco Sioli, baritono e pianista italiano († 2021)
- 1955 - Mick Wallace, politico irlandese
- 1956 - Mark A.Z. Dippé, regista, effettista e produttore cinematografico statunitense
- 1956 - Dorte Ekner, ex tennista danese
- 1956 - Diane Evers, ex tennista australiana
- 1956 - Debra Maffett, modella statunitense
- 1956 - Scott Tipton, politico statunitense
- 1957 - Pierre Audi, regista teatrale e direttore artistico libanese († 2025)
- 1957 - Matteo Boe, criminale italiano
- 1957 - Víctor Cabrera, ex calciatore cileno
- 1957 - Tord Holmgren, ex calciatore svedese
- 1957 - Jeff Martin, cantante e batterista statunitense
- 1957 - Juan Nsue Edjang Mayé, arcivescovo cattolico equatoguineano
- 1957 - Germán Ocampo, allenatore di calcio a 5 e ex giocatore di calcio a 5 argentino
- 1957 - Albert Walder, ex fondista italiano
- 1958 - C. J. Box, scrittore statunitense
- 1958 - Gaetano Grasso, attivista e politico italiano
- 1959 - Umberto Badioli, allenatore di pallacanestro italiano
- 1959 - Fulvio Costa, mezzofondista italiano († 1982)
- 1959 - Marina Jurčenja, ex nuotatrice sovietica
- 1959 - Guy Parmelin, politico svizzero
- 1959 - Sito Pons, dirigente sportivo e ex pilota motociclistico spagnolo
- 1959 - Thomas Quasthoff, baritono tedesco
- 1959 - Miroslav Taborsky, attore ceco
- 1959 - Volodymyr Vijtyšyn, arcivescovo cattolico ucraino
- 1960 - Andreas Brehme, calciatore e allenatore di calcio tedesco († 2024)
- 1960 - Ilide Carmignani, traduttrice italiana
- 1960 - Emanuela D'Alessandro, diplomatica italiana
- 1960 - Paolo Giubellino, fisico italiano
- 1960 - Bruno Illiano, compositore, pianista e cantante italiano
- 1960 - Kurt Lanthaler, scrittore italiano
- 1960 - Vítor Gaspar, politico portoghese
- 1960 - Pascal Persiano, attore italiano
- 1960 - Michael Robotham, scrittore australiano
- 1960 - Joëlle Ursull, cantante francese
- 1961 - Laurence Archer, chitarrista britannico
- 1961 - Roberto Casati, filosofo italiano
- 1961 - Jill Dando, giornalista e conduttrice televisiva inglese († 1999)
- 1961 - Alejandro Domínguez Escoto, ex calciatore messicano
- 1961 - Luca Dondoni, giornalista, conduttore radiofonico e critico musicale italiano
- 1961 - Stefan Hörger, ex schermidore tedesco
- 1961 - Jackie Kay, poeta, drammaturga e scrittrice scozzese
- 1961 - Jim L. Mora, allenatore di football americano statunitense
- 1961 - Shin Dong-cheol, ex calciatore sudcoreano
- 1961 - Kōsuke Suzuki, regista e produttore cinematografico giapponese
- 1961 - Mosese Vitolio Tui, arcivescovo cattolico samoano
- 1961 - Zainal Abidin Hassan, allenatore di calcio, ex calciatore e ex giocatore di calcio a 5 malese
- 1962 - Sergio Batista, allenatore di calcio e ex calciatore argentino
- 1962 - John Battle, ex cestista statunitense
- 1962 - Mette Bergmann, ex discobola norvegese
- 1962 - Terry Connor, allenatore di calcio e ex calciatore inglese
- 1962 - Steve Hurley, disc jockey e produttore discografico statunitense
- 1962 - John Katko, politico e avvocato statunitense
- 1962 - Marioara Popescu, ex canottiera romena
- 1962 - Teryl Rothery, attrice e doppiatrice canadese
- 1962 - Silla Scaranzin, ex cestista italiano
- 1963 - Luisa Angrisani, politica italiana
- 1963 - Biagio Antonacci, cantautore e musicista italiano
- 1963 - Viktar Babaryka, banchiere e politico bielorusso
- 1963 - Dmitrij Barannik, allenatore di calcio e ex calciatore russo
- 1963 - Erin Blunt, attore statunitense
- 1963 - Anthony Bowie, ex cestista e allenatore di pallacanestro statunitense
- 1963 - Fulvio Fantoni, giocatore di bridge italiano
- 1963 - Gregorio Fontana, politico italiano
- 1963 - Jia Xiuquan, allenatore di calcio e ex calciatore cinese
- 1963 - Tony Nocita, ex calciatore e ex giocatore di calcio a 5 canadese
- 1963 - Riccardo Rossi, doppiatore e direttore del doppiaggio italiano
- 1963 - Shinya Takahashi, manager giapponese
- 1964 - Doug Carrion, bassista statunitense
- 1964 - Mark Dalton, ex cestista e allenatore di pallacanestro australiano
- 1964 - Frédéric Delpla, ex schermidore francese
- 1964 - Robert Duncan McNeill, attore e regista statunitense
- 1964 - Edoardo Nesi, scrittore, politico e traduttore italiano
- 1964 - Musa Qurbanov, ex calciatore sovietico
- 1964 - Oda Spelbos, attrice olandese
- 1964 - Sergiusz Wołczaniecki, ex sollevatore polacco
- 1964 - Deborah York, soprano inglese
- 1964 - Paola de Martini, pilota di rally italiana
- 1965 - Barbara Berengo Gardin, doppiatrice e direttrice del doppiaggio italiana
- 1965 - Karoline Eichhorn, attrice tedesca
- 1965 - Satoshi Kajino, ex calciatore giapponese
- 1965 - Ryan Murphy, regista, produttore televisivo e sceneggiatore statunitense
- 1965 - Jorge Rodríguez, politico e psichiatra venezuelano
- 1965 - Bryn Terfel, basso-baritono gallese
- 1965 - Beverly Williams, ex cestista statunitense
- 1966 - Paule Constable, britannica
- 1966 - Dainis Ozols, ex ciclista su strada lettone
- 1967 - Daphne Guinness, artista, giornalista e socialite britannica
- 1967 - Alex Infascelli, regista e sceneggiatore italiano
- 1967 - Patric Karlsson, ex calciatore svedese
- 1967 - Yoshirō Moriyama, allenatore di calcio e ex calciatore giapponese
- 1967 - Wendy Morton, politica britannica
- 1967 - Naruyuki Naitō, ex calciatore giapponese
- 1967 - Massimo Pugliese, dirigente sportivo italiano
- 1967 - Guido Quaroni, effettista e doppiatore italiano
- 1967 - Joanna Riding, attrice e cantante britannica
- 1968 - Raffaele Buranelli, attore italiano
- 1968 - Nazzareno Carusi, pianista italiano
- 1968 - Georg Comploi, ex hockeista su ghiaccio italiano
- 1968 - Colin Hay, politologo britannico
- 1968 - Clint Marcelle, allenatore di calcio e ex calciatore trinidadiano
- 1968 - Andrea Niccolai, allenatore di pallacanestro, ex cestista e dirigente sportivo italiano
- 1968 - Josef Polig, ex sciatore alpino italiano
- 1968 - Erol Sander, attore e modello turco
- 1968 - Tu Shengqiao, ex calciatore cinese
- 1969 - János Bánfi, ex calciatore ungherese
- 1969 - Paolo Conti, ex cestista e allenatore di pallacanestro italiano
- 1969 - Pepa, rapper statunitense
- 1969 - Ivan Eggenberger, ex sciatore alpino svizzero
- 1969 - Roxanne Shanté, rapper statunitense
- 1969 - Regina Sheck, ex rugbista a 15 neozelandese
- 1970 - Nelson Diebel, ex nuotatore statunitense
- 1970 - Boris Dvoršek, ex pallamanista e allenatore di pallamano croato
- 1970 - Guido Görtzen, ex pallavolista olandese
- 1970 - Cristiano Governa, giornalista, scrittore e sceneggiatore italiano
- 1970 - Kornelia Greßler, ex nuotatrice tedesca orientale
- 1970 - Bill Guerin, dirigente sportivo e ex hockeista su ghiaccio statunitense
- 1970 - Paul Hunter, regista statunitense
- 1970 - Chris Jericho, wrestler, cantante e attore canadese
- 1970 - Scarface, rapper statunitense
- 1970 - Luis Lobo, ex tennista argentino
- 1970 - Sergio Marcon, allenatore di calcio e ex calciatore italiano
- 1970 - Tsuru Morimoto, ex calciatrice giapponese
- 1970 - Melanie Roche, giocatrice di softball australiana
- 1970 - Fabio Schiavi, allenatore di calcio e ex calciatore argentino
- 1970 - Susan Tedeschi, cantante e musicista statunitense
- 1970 - Samantha de Grenet, conduttrice televisiva, showgirl e ex modella italiana
- 1971 - Jason Antoon, attore statunitense
- 1971 - Roy Berntsen, allenatore di calcio e ex calciatore norvegese
- 1971 - Justine Clarke, cantante, attrice e scrittrice australiana
- 1971 - Cédric Desbrosse, ex rugbista a 15 e allenatore di rugby a 15 francese
- 1971 - David Duval, golfista statunitense
- 1971 - Melinda Kinnaman, attrice svedese
- 1971 - Sabri Lamouchi, allenatore di calcio e ex calciatore francese
- 1971 - Carolina Lussana, politica italiana
- 1971 - Zsolt Németh, ex martellista ungherese
- 1971 - Pietro Parente, ex calciatore italiano
- 1971 - Ivan Trevejo, schermidore cubano
- 1971 - Taku Watanabe, ex calciatore giapponese
- 1971 - Ed Woodward, dirigente sportivo inglese
- 1971 - Adriano Zancopè, allenatore di calcio, dirigente sportivo e ex calciatore italiano
- 1972 - Barbara Bedford, ex nuotatrice statunitense
- 1972 - Christian Benbennek, allenatore di calcio tedesco
- 1972 - Paula Broadwell, militare e giornalista statunitense
- 1972 - Eric Dane, attore statunitense
- 1972 - Sarah Deer, avvocatessa e docente statunitense
- 1972 - Mark Fields, ex giocatore di football americano statunitense
- 1972 - Kathleen Monahan, ex sciatrice alpina statunitense
- 1972 - Jon S. Baird, regista scozzese
- 1972 - Naomi Shindō, doppiatrice giapponese
- 1972 - Corin Tucker, cantante e chitarrista statunitense
- 1973 - Éric Boullier, imprenditore e dirigente sportivo francese
- 1973 - Ilaria Bugetti, politica italiana
- 1973 - Víctor Cordero, ex calciatore costaricano
- 1973 - William Hut, cantante norvegese
- 1973 - Nick Lachey, cantante e attore statunitense
- 1973 - Trick-Trick, rapper statunitense
- 1973 - Gabrielle Miller, attrice canadese
- 1973 - Théodore Zué Nguéma, calciatore e allenatore di calcio gabonese († 2022)
- 1973 - Volker Ordowski, ex ciclista su strada tedesco
- 1973 - Dale Saunders, ex calciatore trinidadiano
- 1973 - Vladislav Tkačëv, scacchista francese
- 1973 - Maija Vilkkumaa, cantautrice finlandese
- 1973 - Zīsīs Vryzas, dirigente sportivo e ex calciatore greco
- 1974 - Alessandro Del Piero, ex calciatore italiano
- 1974 - Marcelo Elgarten, ex pallavolista brasiliano
- 1974 - Ian Hallard, attore inglese
- 1974 - Sven Hannawald, ex saltatore con gli sci tedesco
- 1974 - Frederik Hviid, ex nuotatore spagnolo
- 1974 - Joe C., rapper statunitense († 2000)
- 1974 - Ryō Kase, attore giapponese
- 1974 - Giovanna Mezzogiorno, attrice italiana
- 1974 - Tommaso Santi, regista e sceneggiatore italiano
- 1974 - Maki Tabata, ex pattinatrice di velocità su ghiaccio e ex pistard giapponese
- 1974 - Silje Wergeland, cantautrice norvegese
- 1975 - Olivier De Cock, allenatore di calcio e ex calciatore belga
- 1975 - Raphaël Enthoven, scrittore, saggista e filosofo francese
- 1975 - Anke Kortemeier, attrice e doppiatrice tedesca
- 1975 - Daniela Scalia, giornalista e conduttrice televisiva italiana
- 1975 - Ryoko Uno, ex calciatrice giapponese
- 1975 - Zhang Yuehong, ex pallavolista cinese
- 1976 - Jaroslav Bednář, ex hockeista su ghiaccio e dirigente sportivo ceco
- 1976 - Rosmel Blanco, ex cestista venezuelano
- 1976 - Laura Csortan, modella australiana
- 1976 - Danzel, cantante belga
- 1976 - Federica De Bortoli, doppiatrice e attrice italiana
- 1976 - DJ Aladyn, disc jockey e produttore discografico italiano
- 1976 - Nicolas Gillet, ex calciatore francese
- 1976 - Anja Kalan, ex sciatrice alpina slovena
- 1976 - Masayuki Omori, ex calciatore giapponese
- 1976 - Peter Sauer, cestista statunitense († 2012)
- 1977 - Albano Bizzarri, ex calciatore argentino
- 1977 - Ljudmyla Blons'ka, ex multiplista ucraina
- 1977 - Dzmitryj Daščynski, sciatore freestyle bielorusso
- 1977 - Chris Morgan, allenatore di calcio e calciatore inglese
- 1977 - Nicola Carlo Pagani, ex calciatore italiano
- 1977 - Ehab Sayed, ex giocatore di calcio a 5 egiziano
- 1977 - Lord Allan Velasco, politico filippino
- 1978 - Ol'ga Brusnikina, sincronetta russa
- 1978 - Lisa Fusco, showgirl, personaggio televisivo e cantante italiana
- 1978 - Steven López, taekwondoka statunitense
- 1978 - Tom Manses, ex calciatore vanuatuano
- 1978 - Slobodan Marković, ex calciatore serbo
- 1978 - Brendan Penny, attore canadese
- 1978 - Fabio Raimondo, politico italiano
- 1978 - Sisqó, cantautore e produttore discografico statunitense
- 1979 - Casper Ankergren, ex calciatore danese
- 1979 - Salvatore Bruno, allenatore di calcio e ex calciatore italiano
- 1979 - Zulia Calatayud, mezzofondista e velocista cubana
- 1979 - Adam Dunn, ex giocatore di baseball statunitense
- 1979 - Caroline Flack, conduttrice televisiva britannica († 2020)
- 1979 - Thomas Foley, ex sciatore alpino e sciatore freestyle irlandese
- 1979 - Aitor Galdós, ex ciclista su strada spagnolo
- 1979 - Cory Hardrict, attore statunitense
- 1979 - Jardel, ex giocatore di calcio a 5 portoghese
- 1979 - Kim Ju-seong, ex cestista sudcoreano
- 1979 - Idrissa Laouali, ex calciatore nigerino
- 1979 - Yōsuke Nozawa, ex calciatore giapponese
- 1979 - Martin Taylor, ex calciatore inglese
- 1979 - Ivan Tkačenko, hockeista su ghiaccio russo († 2011)
- 1980 - Pedro Carrizo, ex calciatore cileno
- 1980 - Angelo Cijntje, ex calciatore olandese
- 1980 - Geoffrey Doumeng, ex calciatore francese
- 1980 - Ellen Dufour, cantante e conduttrice televisiva belga
- 1980 - James Harper, calciatore inglese
- 1980 - Martín Ligüera, allenatore di calcio e ex calciatore uruguaiano
- 1980 - Dominique Maltais, ex snowboarder canadese
- 1980 - Benson Mhlongo, ex calciatore sudafricano
- 1980 - Vanessa Minnillo, modella e attrice statunitense
- 1980 - Igor Ostopanj, ex calciatore croato
- 1980 - Ben Rutledge, canottiere canadese
- 1981 - Ben Burgess, ex calciatore irlandese
- 1981 - Il Cile, cantautore e chitarrista italiano
- 1981 - Tim Knauer, attore, doppiatore e conduttore radiofonico tedesco
- 1981 - Eyedea, rapper statunitense († 2010)
- 1981 - Jobi McAnuff, ex calciatore giamaicano
- 1981 - Yaima Ortíz, ex pallavolista cubana
- 1981 - Claudia Ortiz, modella peruviana
- 1981 - Mohammed Qassim, calciatore emiratino
- 1981 - Cosmin Radu, pallanuotista rumeno
- 1981 - Jorge Ribeiro, ex calciatore portoghese
- 1981 - Lyn, cantante sudcoreana
- 1981 - Euzebiusz Smolarek, ex calciatore polacco
- 1981 - Elena Soja, sincronetta russa
- 1981 - Scottie Thompson, attrice e ballerina statunitense
- 1981 - Gauthier de Tessières, ex sciatore alpino francese
- 1982 - Pablo Bastianini, ex calciatore argentino
- 1982 - Robert Braber, ex calciatore olandese
- 1982 - Owen Daniels, ex giocatore di football americano statunitense
- 1982 - Óscar Isaula, calciatore guatemalteco
- 1982 - Mirjam Jaeger, ex snowboarder e sciatrice freestyle svizzera
- 1982 - Houssine Kharja, ex calciatore francese
- 1982 - Nick Mitchell, ex wrestler statunitense
- 1982 - Boaz Myhill, ex calciatore statunitense
- 1982 - Arantxa Parra Santonja, allenatrice di tennis e ex tennista spagnola
- 1982 - Fiona Pennie, canoista britannica
- 1982 - Jana Pittman, ostacolista, velocista e bobbista australiana
- 1982 - Andy Souwer, ex artista marziale e ex kickboxer olandese
- 1982 - Massiv, rapper tedesco
- 1982 - Eugenia Tempesta, attrice e cantautrice italiana
- 1982 - Eloise Wellings, maratoneta e mezzofondista australiana
- 1982 - Petra Wimbersky, ex calciatrice tedesca
- 1983 - Andrey Nazário Afonso, ex calciatore brasiliano
- 1983 - Rashad Anderson, ex cestista statunitense
- 1983 - Amets Arzallus, giornalista e scrittore francese
- 1983 - Jennifer Ayache, cantante francese
- 1983 - Vaalii Faalogo, calciatore samoano
- 1983 - Nordin Gerzić, ex calciatore svedese
- 1983 - Assimi Goïta, militare e politico maliano
- 1983 - Jamie Greubel-Poser, ex bobbista statunitense
- 1983 - Nicolai Høgh, ex calciatore danese
- 1983 - Andreas Lasnik, ex calciatore austriaco
- 1983 - José Leudo, calciatore colombiano
- 1983 - Lombardo Ontiveros, pallavolista e giocatore di beach volley messicano
- 1983 - Dušan Petronijević, ex calciatore serbo
- 1983 - Domingo Salcedo, allenatore di calcio e ex calciatore paraguaiano
- 1983 - Gabriel Tamaș, ex calciatore rumeno
- 1983 - Michael Thomas Turner, ex calciatore inglese
- 1983 - Marcin Wika, pallavolista polacco
- 1983 - Maja Włoszczowska, mountain biker e ciclista su strada polacca
- 1984 - Edwin Aquino, pallavolista portoricano
- 1984 - Romina Armellini, nuotatrice italiana
- 1984 - Béatrice Bofia, ex cestista camerunese
- 1984 - Suzana Ćebić, pallavolista serba
- 1984 - Seven, cantante sudcoreano
- 1984 - Tyler Clutts, giocatore di football americano statunitense
- 1984 - Nick Cushing, allenatore di calcio inglese
- 1984 - Pierre De Wit, ex calciatore tedesco
- 1984 - Florian Dick, ex calciatore tedesco
- 1984 - Johnny Dingle, ex giocatore di football americano statunitense
- 1984 - Ivan Dzenisevič, ex calciatore bielorusso
- 1984 - Roberto Fortes, ex cestista angolano
- 1984 - Delta Goodrem, cantautrice, pianista e musicista australiana
- 1984 - Ku Hye-sun, attrice, cantante e regista sudcoreana
- 1984 - Chris Lane, cantautore statunitense
- 1984 - French Montana, rapper marocchino
- 1984 - Ike Ofoegbu, ex cestista nigeriano
- 1984 - Pálmi Rafn Pálmason, calciatore islandese
- 1984 - Mihai Pintilii, allenatore di calcio e ex calciatore rumeno
- 1984 - Derek Raivio, ex cestista statunitense
- 1984 - Lorry Thomsen, ex calciatore vanuatuano
- 1984 - Yuan Shu-chi, arciera taiwanese
- 1985 - Aleksandre Guruli, ex calciatore georgiano
- 1985 - Leandro Lima, ex calciatore brasiliano
- 1985 - Nguyễn Minh Chuyên, ex calciatore vietnamita
- 1985 - Emiliano Daniel Romero, ex calciatore argentino
- 1985 - Bakary Soumaré, ex calciatore maliano
- 1985 - Marcin Tybura, artista marziale misto polacco
- 1985 - Denis Reed, attore pornografico ceco († 2016)
- 1986 - Paul Bebey Kingué, ex calciatore camerunese
- 1986 - Mamadi Diané, ex cestista statunitense
- 1986 - Rudolf Dombi, canoista ungherese
- 1986 - Julian Eberhard, ex biatleta austriaco
- 1986 - Fred Fakari, calciatore salomonese
- 1986 - Ma'ayan Furman-Shahaf, altista israeliana
- 1986 - David Gonzalez, ex calciatore svizzero
- 1986 - Carl Gunnarsson, ex hockeista su ghiaccio svedese
- 1986 - Linnea Henriksson, cantante svedese
- 1986 - Paula Kalenberg, attrice tedesca
- 1986 - Davit Modzmanashvili, lottatore georgiano
- 1986 - Vohid Shodiyev, ex calciatore uzbeko
- 1986 - Prince Tagoe, ex calciatore ghanese
- 1986 - Won Ok-im, ex judoka nordcoreana
- 1986 - Guilherme de Paula Lucrécio, ex calciatore brasiliano
- 1987 - Nouchka Fontijn, pugile olandese
- 1987 - Jennifer Holland, attrice statunitense
- 1987 - Adam Łapeta, cestista polacco
- 1987 - Mari Laukkanen, ex biatleta e ex fondista finlandese
- 1987 - Mattea Meyer, politica svizzera
- 1987 - Robert Scott Wilson, attore e modello statunitense
- 1987 - Zahara, cantautrice sudafricana († 2023)
- 1987 - Francine Zouga, calciatrice camerunese
- 1988 - Nikki Blonsky, attrice e cantante statunitense
- 1988 - Valter Borges, ex calciatore capoverdiano
- 1988 - Josip Ćorić, calciatore croato
- 1988 - Laura Curione, ex bobbista italiana
- 1988 - Vencislav Hristov, calciatore bulgaro
- 1988 - Christopher Kinney, bobbista statunitense
- 1988 - Sergio Lozano, ex giocatore di calcio a 5 spagnolo
- 1988 - Alex Pearce, calciatore irlandese
- 1988 - Shannon Phillip, calciatore grenadino
- 1988 - César Alexander Quintero Jiménez, calciatore colombiano
- 1988 - Nikolaos Stylianou, cestista cipriota
- 1988 - Lio Tipton, attrice e modella statunitense
- 1989 - Gianluca Bezzina, cantante e chirurgo maltese
- 1989 - Marcus Daniell, ex tennista neozelandese
- 1989 - Alberto Gerbo, calciatore italiano
- 1989 - Baptiste Giabiconi, modello e cantante francese
- 1989 - Guillaume Gigliotti, calciatore francese
- 1989 - Alix E. Harrow, scrittrice statunitense
- 1989 - Billy Howle, attore britannico
- 1989 - Lucía Martelli, ex calciatrice argentina
- 1989 - Srdjan Nadazdin, pallavolista statunitense
- 1989 - Eleonora Petralia, calciatrice italiana
- 1989 - Kyle Rudolph, ex giocatore di football americano statunitense
- 1989 - David Snow, giocatore di football americano statunitense
- 1990 - Lalawélé Atakora, ex calciatore togolese
- 1990 - Romain Bardet, ex ciclista su strada francese
- 1990 - Lawrence Brittain, canottiere sudafricano
- 1990 - Clément Cavallo, cestista francese
- 1990 - Marius Charizopulos, calciatore slovacco
- 1990 - Jaŭhen Curkin, nuotatore bielorusso
- 1990 - Ahmed Elias, calciatore giordano
- 1990 - Tom Elliott, ex calciatore inglese
- 1990 - Nosa Igiebor, ex calciatore nigeriano
- 1990 - Ross Jenkins, allenatore di calcio e ex calciatore inglese
- 1990 - Christine Michael, ex giocatore di football americano statunitense
- 1990 - Ingvild Flugstad Østberg, fondista norvegese
- 1990 - Henry Pernía, calciatore venezuelano
- 1990 - Maryam Usman, ex sollevatrice nigeriana
- 1991 - Phil Brown, ex sciatore alpino canadese
- 1991 - Matheus Fernandes, cantante brasiliano
- 1991 - Max Garcia, giocatore di football americano statunitense
- 1991 - Dennis Ifunaoa, calciatore salomonese
- 1991 - Caitlin Kinnunen, attrice statunitense
- 1991 - Čestmír Kožíšek, saltatore con gli sci ceco
- 1991 - Marino Miyata, modella giapponese
- 1991 - Ronya, cantante finlandese
- 1991 - Giovanni Venturini, pilota automobilistico italiano
- 1991 - Wayne Santana, rapper italiano
- 1991 - Emery Welshman, calciatore guyanese
- 1992 - Marko Bencun, ex calciatore croato
- 1992 - Will Davis, cestista statunitense
- 1992 - Paulinho, calciatore portoghese
- 1992 - Grégoire Jacq, tennista francese
- 1992 - Yuval Jakobovich, ex calciatore israeliano
- 1992 - Abel Khaled, ex calciatore francese
- 1992 - Matteo Marcenaro, arbitro di calcio italiano
- 1992 - Nooralotta Neziri, ostacolista finlandese
- 1992 - Jordan Nkololo, ex calciatore francese
- 1992 - Noemi Schiraldi, militare italiana
- 1992 - Rómulo Otero, calciatore venezuelano
- 1992 - Noriyoshi Sakai, calciatore giapponese
- 1992 - Sébastien Toutant, ex snowboarder canadese
- 1992 - Artem Ščedryj, calciatore ucraino
- 1993 - Halil Akbunar, calciatore turco
- 1993 - Ultan Dillane, rugbista a 15 francese
- 1993 - Pete Dunne, wrestler britannico
- 1993 - Semi Ajayi, calciatore inglese
- 1993 - Satyawart Kadian, lottatore indiano
- 1993 - Bantu Mzwakali, calciatore sudafricano
- 1993 - Sadaf Rahimi, pugile afghana
- 1993 - Reol, cantautrice, produttrice discografica e rapper giapponese
- 1993 - Andrea Schina, hockeista su ghiaccio italiano
- 1993 - Anna Wielgosz, mezzofondista polacca
- 1994 - Jordan Bolger, attore britannico
- 1994 - Charlotte Cardin, cantautrice e ex modella canadese
- 1994 - Carlos Fortes, calciatore capoverdiano
- 1994 - Saúl García Cabrero, calciatore spagnolo
- 1994 - Myles Hyppolite, calciatore grenadino
- 1994 - Adi Konstantinos, calciatore israeliano
- 1994 - Karin Mantoani, calciatrice italiana
- 1994 - Collin Martin, calciatore statunitense
- 1994 - Nayt, rapper italiano
- 1994 - MNEK, cantautore e produttore discografico britannico
- 1994 - Marine Partaud, tennista francese
- 1994 - Lebogang Phiri, calciatore sudafricano
- 1994 - Mimosa Willamo, attrice finlandese
- 1995 - Kent Callister, ex snowboarder australiano
- 1995 - Domiziana Cavanna, nuotatrice artistica italiana
- 1995 - Finn Cole, attore britannico
- 1995 - Andrea Dal Bianco, canoista italiano
- 1995 - Oghenekaro Etebo, calciatore nigeriano
- 1995 - Brian Hill, giocatore di football americano statunitense
- 1995 - Aleksej Isaev, calciatore russo
- 1995 - Artëm Makarčuk, calciatore russo
- 1995 - Daniel Naroditsky, scacchista statunitense
- 1995 - Eleonora Piacezzi, calciatrice italiana
- 1995 - Christian Walton, calciatore inglese
- 1995 - Kimberley Zimmermann, tennista belga
- 1996 - Kevin Afghani, doppiatore statunitense
- 1996 - Gorjok Gak, cestista australiano
- 1996 - Akeem García, calciatore trinidadiano
- 1996 - Nádia Gomes, calciatrice portoghese
- 1996 - Sam Junqua, calciatore statunitense
- 1996 - Bojana Kovačević, cestista montenegrina
- 1996 - Giovanni Lonardi, ciclista su strada italiano
- 1996 - Jakobi Meyers, giocatore di football americano statunitense
- 1996 - Agustín Palavecino, calciatore argentino
- 1996 - Kasey Palmer, calciatore giamaicano
- 1996 - Brian Rubio, calciatore messicano
- 1996 - Ryū Takao, calciatore giapponese
- 1996 - Leandro Vella, calciatore argentino
- 1997 - Florian Bohnert, calciatore lussemburghese
- 1997 - Richie Grant, giocatore di football americano statunitense
- 1997 - Luka Grubišić, calciatore croato
- 1997 - Malik Herring, giocatore di football americano statunitense
- 1997 - Thakarius Keyes, giocatore di football americano statunitense
- 1997 - Matías Viña, calciatore uruguaiano
- 1998 - Santiago Bueno, calciatore uruguaiano
- 1998 - Lindy Etzensperger, ex sciatrice alpina svizzera
- 1998 - Marcus Garrett, cestista statunitense
- 1998 - Matheus Felipe, calciatore brasiliano
- 1998 - Francisco Tinaglini, calciatore uruguaiano
- 1998 - Mariem Velazco, modella venezuelana
- 1999 - Aravindh Chithambaram, scacchista indiano
- 1999 - Kyle Blignaut, pesista sudafricano
- 1999 - Juan Manuel Boselli, calciatore uruguaiano
- 1999 - Tiarn Collins, snowboarder neozelandese
- 1999 - Daniel Faalele, giocatore di football americano australiano
- 1999 - Nikola Krajinović, calciatore croato
- 1999 - Ana Maria Marković, calciatrice croata
- 1999 - Alessandro Pajola, cestista italiano
- 1999 - Drew Peterson, cestista statunitense
- 1999 - Karol Sevilla, cantante e attrice messicana
- 1999 - Luka Radivojević, calciatore serbo
- 1999 - Toramaru Shibano, goista giapponese
- 1999 - Alana Smith, tennista statunitense
- 1999 - Louis Tuaire, sciatore alpino francese
- 1999 - Laura Unuk, scacchista slovena
- 1999 - Meerim Zhumanazarova, lottatrice kirghisa
- 2000 - Valentin Antov, calciatore bulgaro
- 2000 - Selma Bacha, calciatrice francese
- 2000 - Renardo Green, giocatore di football americano statunitense
- 2000 - Kahlef Hailassie, giocatore di football americano statunitense
- 2000 - Felipe Loyola, calciatore cileno
- 2000 - Nicolás Meriano, calciatore argentino
- 2000 - Fabiano Parisi, calciatore italiano
- 2000 - Giulia Patanè, cestista italiana
- 2000 - André Raymond, calciatore trinidadiano
- 2000 - Federico Riva, mezzofondista italiano
- 2000 - D.J. Turner, giocatore di football americano statunitense
- 2000 - Manuela Vanegas, calciatrice e ex giocatrice di calcio a 5 colombiana
- 2000 - Trendon Watford, cestista statunitense

## XXI secolo(18)
- 2001 - Lara Baumann, sciatrice alpina svizzera
- 2001 - Abdullahi Jama Mohamed, mezzofondista somalo
- 2001 - Tommaso Rinaldi, pallavolista italiano
- 2001 - Keishlyann Sánchez, pallavolista portoricana
- 2001 - Luna Schaller, attrice tedesca
- 2002 - Selina Gadient, sciatrice alpina svizzera
- 2002 - Mouhamed Gueye, cestista senegalese
- 2002 - Rotem Keller, calciatore israeliano
- 2002 - Lorenzo Marcantognini, calciatore e velocista italiano
- 2002 - András Németh, calciatore ungherese
- 2003 - Stephen Awuah Baffour, velocista italiano
- 2003 - Aidan Denholm, calciatore scozzese
- 2003 - Sankara Karamoko, calciatore ivoriano
- 2004 - Norman Bassette, calciatore belga
- 2004 - Thiago Espinosa, calciatore uruguaiano
- 2004 - Nolan Siegel, pilota automobilistico statunitense
- 2007 - Sandra Sproch, saltatrice con gli sci statunitense
- 2009 - Lika Čečura, nuotatrice artistica russa

## Senza anno specificato(1)
- Luigi Angeloni, patriota e scrittore italiano († 1842)